# Linyphia longiceps
Linyphia longiceps är en spindelart som först beskrevs av Eugen von Keyserling 1891.  Linyphia longiceps ingår i släktet Linyphia och familjen täckvävarspindlar. Inga underarter finns listade i Catalogue of Life.